# Фізико-математичний відділ ВУАН
Фізико-математичний відділ ВУАН, також Другий відділ ВУАН — один з трьох відділів Всеукраїнської академії наук, що був утворений 1918 року та проіснував без змін до реформи академії 1930 року. У відділі були зібрані науковці та наукові установи в галузі природничих та математичних наук.

## Створення відділу
Згідно з Законом про заснування Української академії наук уряду гетьмана Павла Скоропадського від 14 листопада 1918 року було затверджено Статут Української академії наук, де передбачалося створення II Фізико-математичного відділу Академії. До цього відділу мали обрати 30 академіків, з яких 14 зі спеціальностей фундаментального природознавства та 16 з прикладного природознавства. До останніх належали по 2 з прикладної хімії, фізики, механіки та сільськогосподарської біології, а також 5 з медичної біології. Першими чотирма академіками по відділу були призначені Володимир Вернадський з мінералогії, Степан Тимошенко з прикладної механіки, Микола Кащенко з акліматизації, Павло Тутковський з геології. Відділ очолив академік Кащенко, секретарем став академік Тимошенко.
За Статутом до складу відділу мали ввійти: Астрономічна обсерваторія, Хімічна лабораторія, Фізичний інститут, Ботанічний сад, Національний ботанічний музей і гербарій, Національний геологічний і палеонтологічний музей, Національний мінералогічний музей з інститутом, Національний антропологічний музей з інститутом, Інститут експериментальної зоології, Інститут експериментальної ботаніки, Фізико-географічний інститут, Біологічна станція Азовського моря, Інститут прикладної хімії з державною аналітичною лабораторією, Інститут прикладної механіки, Інститут прикладної фізики, Акліматизаційний сад, Геодезичний інститут, Інститут наукової експериментальної медицини та ветеринарства. Проте ці плани не збулися через падіння режиму Української держави та нестачу фінансів в УАН. Реально у 1918—1919 році у відділі були створені такі установи:
- Інститут технічної механіки
- Акліматизаційний сад
- Ботанічний сад
- Лабораторія фізичної хімії (як частина майбутнього Фізичного інституту)

У 1919 році академіком з фізики було заочно обрано Олександра Ейхенвальда, проте до Києва він з Москви не переїхав, тому надалі був переведений у позаштатні академіки. Також було обрано академіка з хімії Володимира Кістяківського і директора Ботанічного саду Володимира Липського академіком з ботаніки. Академіком з приклатної математики обрали Граве.
Також у 1919 році були створені:
- Комісія по виучуванню фауни України
- Комісія по виучуванню природних багатств України
- Комітет для виучування нижчих рослин[4]
- Біологічна секція
- Комісія для вивчення флори України (Фомін)

У 1920 році по кафедрі чистої математики був обраний академіком Пфейфер, по кафедрі хімії Володимир Плотников.
На базі Комісії по виучуванню фауни України 1920 року було створено Зоологічний кабінет (музей). З Комісії по виучуванню природних багатств України виділилася Гідрологічна секція.

## Діяльність відділу в 1921—1930 роках

### 1921
У 1921 році до Відділу входили вже 12 академіків, а окрім них право голосу мали 3 директори інститутів. Зокрема 1921 року були обрані Овксентій Корчак-Чепурківський та Арсеній Старков за медичними кафедрами, Олександр Фомін за ботанічною, Євген Вотчал з сільськогосподарської біології, Крилов з математичної фізики.
Було створено такі установи:
- Лабораторія експериментальних дослідів по натуральній філософії (Граве, Соколов)
- Комісія для виучування складу атомів (Плотников)
- Інститут експериментальної медицини та епідеміології (Корчак-Чепурківський)
- Лабораторія для дослідів над центральною нервовою системою (Старков)
- Комісія дослідів над питаннями геофізики (Срезневський)
- Комісія вищої математики (Пфейфер)[5]
- Фізико-географічний інститут

У липні 1921 року до відділу було приєднано Природничо-Історичний відділ Українського наукового товариства. З нього перейшли Мікробіологічний інститут, Бюро наочного приладдя до навчання, Музей наочного приладдя, Майстерня мікроскопічних приладів, Майстерня природничого приладдя.
Кафедра геології мала при собі геологічний кабінет, консерватором якого був Федір Полонський.

### 1922—1923
У 1922 році відбулося скорочення штатів відділу, кількість установ було зменшено з 26 до 10. Продовжували працювати Комісія для виучування природних багатств України, Геологічний кабінет, Інститут технічної механіки, Комісія з вищої математики, Зоологічний кабінет, Ботанічний сад, Ботанічний музей і гербарій (туди перейшли співробітники Комісії для вивчення флори України), Мікробіологічний інститут, Дніпрянська біостанція, Музей наочного приладдя. Попри відсутність фінансування продовжувала працювати Лабораторія експериментальних дослідів по натуральній філософії. Надалі 1923 року було засновано Комісію з експериментальної біології і генетики.
Академіками були обрані Володимир Шапошников (кафедра хімічної технології), Микола Андрусов (геологія), Данило Заболотний, Олександр Нікольський.

### 1924—1925
1925 року обирали штатних, нештатних (з-поза меж Києва) та іноземних академіків, а також членів-кореспондентів. Штатних не обрали, а нештатними були обрані президент та віце-президент Російської академії наук Олександр Карпинський і Володимир Стеклов, а також Іван Бородин, Лев Тарасевич, Сергій Бернштейн, Олексій Сєверцов, Лев Писаржевський. Закодонними членами стали Іван Горбачевський і Карл Стормер. Євген Бурксер, Микола Холодний, В'ячеслав Залеський, і Порфирій Крилов обрані членами-кореспондентами.
До складу відділу входили:
- Кафедра чистої математики (Пфейфер)
- Комісія вищої математики (Пфейфер, М. К. Куренський, Михайло Кравчук, М. А. Бик)
- Кафедра прикладної математики (Граве)
- Кафедра математичної фізики (М. Крилов)
- Інститут технічної механіки (Сімінський)
- Кафедра технологічної хімії (Шапошников)
- Геологічний кабінет (Тутковський, Полонський, П. І. Василенко, Н. О. Сно)
- Ботанічний кабінет і гербарій (Фомін, Д. Дмитро Зеров, Петро Оксіюк,Андрій Лазаренко, Юрій Клеопов, Микола Підоплічко, Альфред Окснер, М. Шаліт, Ольга Радде-Фоміна)
- Ботанічний сад (засновано 1924) і музей (Липський)
- Кафедра ботаніки сільськогосподарських рослин (Вотчал)
- Зоологічний Музей (Кащенко, Шарлемань, Караваєв, Парамонов, Щербина, Кістяківський, Дірш, Керкіс, Шелюжко, О. Парамонов, П. Лапін)
- Кафедра експериментальної зоології (Шмальгаузен, Ю. А. Степанова)
- Біологічний інститут (Шмальгаузен)
- Дніпрянська біологічна станція (Белінг)
- Кафедра акліматизації та Акліматизаційний сад (Кащенко)
- Кафедра народного здоров'я та Кабінет профілактичної медицини (Корчак-Чепурківський)
- Медична секція (Корчак-Чепурківський, Олександр Черняхівський)

### 1926—1927
1927 року були обрані позаштатними академіками Феофіл Яновський, Микола Мельников-Разведенков, Петро Козлов. Членом-кореспондентом став Микола Орлов. Загалом у відділі працювали 127 співробітників. Створено 3 нові комісії: Комісію для вивчення сорту с/г рослин (Вотчал), Патолого-анатомічну комісію з Патологічним музеєм (Мельников-Разведенков), Курортну комісію (Яновський)
До відділу належали:
- Комісія для виучування природних багатств України (П. А. Тутковський)
- Геологічний кабінет (П. А. Тутковський)
- Хімічна лабораторія (В. О. Плотников)
- Комісія для виучування складу атома (В. О. Плотников)
- Комісія для дослідів над питаннями геофізики (Б. І. Срезневський)
- Комісія вищої математики (Г. В. Пфейфер)
- Кафедра математики (Д. О. Граве)
- Інститут Технічної Механіки, (К. К. Синявський)
- Ботанічний Сад (В. І. Липський)
- Ботанічний кабінет та гербарій (О. В. Фомін)
- Зоологічний музей (М. Т. Кащенко)
- Кафедра біології сільськогосподарських рослин (Є. Й. Вотчал)
- Кафедра експериментальної зоології (І. І. Шмальгаузен)
- Біологічний інститут імені Х. Омельченка (І. І. Шмальгаузен)
- Кафедра хімічної технології (В. Г. Шапошников)
- Кабінет профілактичної медицини та епідеміології (А. В. Корчака-Чепурківський)
- Дніпрянська біологічна станція
- Хімічна секція (В. О. Плотников)
- Кафедра народного здоров'я.
- Медична секція.
- Геологічне товариство.
- Ботанічне товариство.
- Зоологічне товариство.
- Лабораторія рефлексології та експериментальної педагогіки (1927, Сковорода-Зачиняєв)
- Бібліотека 2-го відділу

Також при відділі були вчені для розроблення окремих доручень: Микола Холодний, Володимир Правдич-Немінський тощо.

## Реформа відділу 1930 року
За рішенням Президії ВУАН від 27 квітня 1930 року відділи було розбито на цикли та підцикли. Другий Відділ ВУАН було розділено на 7 циклів, а також 4 установи при президії Відділу (Лабораторія наукової фотографії, Бібліотека Відділу, Музей антропології імені Ф. Вовка, Психотехнічний кабінет).
1. Цикл фізико-математичних наук
  - Кафедра застосовної математики (Д. О. Граве) з Комісією застосовної математики
  - Кафедра чистої математики (Г. В. Пфейфер) з Комісією чистої математики
  - Кафедра математичної фізики
  - Кафедра математичної статистики
  - Кафедра експериментальної фізики
  - Кафедра геофізики
2. Цикл технічних наук
  - Кафедра будівельної механіки
  - Кафедра транспортової механіки
  - Кафедра гірничої механіки
  - Кафедра інженерних споруджень
  - Кафедра гідрології
  - Кафедра технічної аеро- та гідродинаміки
  - Кафедра теорії пружності
3. Цикл хемічних та хеміко-технологічних наук
  - Кафедра хімії (Плотников)
  - Кафедра хімічної технології
  - Кафедра біохімії
  - Кафедра хімії (Затонський)
4. Цикл сільськогосподарських наук
  - Кафедра біології сільськогосподарських рослин
    - Комісія підсочки та її впливу на дерево (Вотчал)
    - Комісія вивчення сортів сільськогосподарських рослин (Вотчал)

  - Кафедра аккліматизації + Музей аккліматизації
  - Кафедра генетики і селекції
  - Кафедра ґрунтознавства
  - Кафедра загальної та застосовної (прикладної) фізіології + Лабораторія застосованої фізіології, неврофізіологічна лабораторія
  - Кафедра рільництва
5. Цикл геологічних і мінералогічних наук
  - Кафедра геології
  - Кафедра динамічної геології
  - Кафедра мінералогії
6. Цикл біологічних наук
Ботаніка
  - Кафедра спорових рослин + Ботанічний музей
  - Карлівський заповідник
  - Кафедра квіткових рослин + Ботанічний кабінет
  - Кафедра фізичної фізіології рослин
  - Кафедра хімічної фізіології рослин

Зоологія
  - Кафедра експериментальної зоології
    - Інститут біології Омельченка
    - Дніпровська біостанція
    - Зоологічний музей

  - Кафедра морфології тварин + Приморська біостанція в Одесі

Медичні установи
  - Кафедра патологічної фізіології з Лабораторією патологічної фізіології
  - Кафедра епідеміології та мікробіології + Комісія епідеміології та мікробіології + Епідеміологічні станції
  - Кафедра патологічної анатомії з Патологоанатомічною комісією
  - Кафедра санітарії та гігієни
    - Кабінет санітарної статистики
    - Кабінет шкільної гігієни
    - Кабінет профілактичної медицини
    - Санітарно-гігієнічний музей
    - Комісія для вивчення курортів України
7. Цикл географічних наук
  - Кафедра географії

У ході другого етапу реформи ВУАН в липні 1930 року Другий відділ було перейменовано на Природничо-технічний, натомість колишні Перший і Третій об'єднані в Соціально-економічний відділ.

## Перетворення Природничо-технічного відділу
Структура відділу «цикл-підцикл-кафедра-комісія-кабінет» була складною для управління. Тому з 1932 року розпочалася нова реформа, яка призвела до створення наукових інститутів шляхом об'єднання дрібніших установ. На початку 1934 року відділ містив такі наукові інститути:
- Інститут біохімії
- Інститут фізики
- Інститут математики
- Інститут біології і зоології
- Інститут ботаніки
- Інститут клінічної фізіології

У 1936 році був прийнятий новий статут АН УСРР, за яким відділ розділився на Відділи математичних і природничих наук (другий) та Відділ технічних наук (третій). 1939 року відбулося подальше дроблення відділів, зокрема новий «другий відділ» було розділено на Відділ біологічних наук і Відділ фізико-хімічних та математичних наук.